# Tervajärvi (sjö i Finland, Lappland, lat 65,90, long 28,25)
Tervajärvi är en sjö i Finland. Den ligger i kommunen Posio i landskapet Lappland, i den nordöstra delen av landet, 700 km norr om huvudstaden Helsingfors. Tervajärvi ligger 233,2 meter över havet. Den ligger vid sjöarna Kynsijärvi och Kaukuanjärvi. Den är 9 meter djup. Arean är 2,82 kvadratkilometer och strandlinjen är 7,77 kilometer lång. Sjön  ingår i Ijo älvs huvudavrinningsområde. 